# Монтье-ан-л’Иль
Монтье́-ан-л’Иль (фр. Montier-en-l'Isle) — коммуна во Франции, находится в регионе Шампань — Арденны. Департамент — Об. Входит в состав кантона Бар-сюр-Об. Округ коммуны — Бар-сюр-Об.
Код INSEE коммуны — 10250.
Коммуна расположена приблизительно в 185 км к востоку от Парижа, в 85 км южнее Шалон-ан-Шампани, в 45 км к востоку от Труа.

## Население
Население коммуны на 2008 год составляло 204 человека.
| 1962 | 1968 | 1975 | 1982 | 1990 | 1999 | 2006 | 2008 |
| ---- | ---- | ---- | ---- | ---- | ---- | ---- | ---- |
| 181  | 204  | 180  | 165  | 206  | 237  | 208  | 204  |

## Экономика
В 2007 году среди 139 человек в трудоспособном возрасте (15—64 лет) 106 были экономически активными, 33 — неактивными (показатель активности — 76,3 %, в 1999 году было 76,6 %). Из 106 активных работали 99 человек (52 мужчины и 47 женщин), безработных было 7 (6 мужчин и 1 женщина). Среди 33 неактивных 8 человек были учениками или студентами, 20 — пенсионерами, 5 были неактивными по другим причинам.

## Фотогалерея
- Церковь
- Деталь церкви
- Карта коммуны